# IDEAL
IDEAL (gestileerd als iDEAL) is een Nederlands betalingssysteem en een standaard voor het verrichten van internetbetalingen. Het initiatief van de grote Nederlandse banken werd in 2006 overgedragen aan  Currence en in 2023 overgenomen door het European Payments Initiative (EPI).
Er zit een aantal woordspelingen in de naam van deze manier van online betalen, namelijk: i-deal (een deal via internet), I deal (Engels, ik handel), en ideal (Engels, ideaal).

## Geschiedenis
IDEAL werd in 2005 geïntroduceerd omdat er in Nederland nog geen universeel geaccepteerde online betaalmethode was met lage transactiekosten. Webwinkels en internetgebruikers konden op dat moment kiezen uit een groot aantal onlinebetaalsystemen, waaronder Rabo Direct Betalen, de eWallet van ABN Amro en Switchpoint van KPN. Maar de veelheid aan systemen leidde tot onzekerheid en verwarring. In 2002 drong belangenvereniging Thuiswinkel.org in haar eerste Position Paper over online betalen in Nederland aan op standaardisatie en interoperabiliteit. In 2004 kondigden ABN Amro, ING Bank, Postbank en Rabobank de komst aan van iDEAL. Het systeem sloot aan bij de systemen die de Nederlandse banken al hanteerden voor internetbankieren. Dat beperkte de ontwikkelingskosten. In 2006 droegen de banken het merk iDEAL over aan Currence.
In oktober 2020 bestond iDEAL 15 jaar, wat werd gevierd met een nieuw logo.
In april 2023 maakte het European Payments Initiative (EPI) de geplande overname van iDEAL en Payconiq bekend, met als doel te komen tot een Europees betaalsysteem en een veelzijdige digitale portemonnee voor directe betalingen van rekening naar rekening (A2A) en betalingen van persoon tot professional (P2Pro), gevolgd door online en mobiele winkelbetalingen en vervolgens betalingen aan het verkooppunt. Er wordt een uitgebreide reeks transactietypen ondersteund, waaronder eenmalige betalingen, abonnementen, termijnbetalingen, betalingen bij levering, en reserveringen. Bovendien zullen in de loop van de tijd diensten met toegevoegde waarde in de oplossing worden opgenomen, waaronder verantwoorde 'Buy Now, Pay Later' (BNPL)-financiering, digitale identiteitskenmerken, integratie van loyaliteitsprogramma's voor verkopers, en mogelijk ook de digitale Euro.
EPI maakte in september 2023 de commerciële naam van het Europese betaalsysteem bekend: Wero. De lancering van Wero is gepland halverwege 2024 in Frankrijk, Duitsland en België, waarna Nederland volgt. In de opvolgende jaren volgen andere Europese landen. Op 31 oktober 2023 was de overname van iDEAL en Payconiq door EPI afgerond en werd bekendgemaakt dat de naam iDEAL op termijn zal worden vervangen door Wero.

## Toepassingen
Het betalen met iDEAL wordt onder meer toegepast voor aankopen in webshops, betalen van energierekeningen, gemeentebelastingen en verkeersboetes, stortingen in online casino’s, het opwaarderen van beltegoeden, en donaties. Deze betaalmethode kan worden aangeboden op een website of via e-mail, sms, WhatsApp en sociale media. Het is onder meer een vervanger van de papieren acceptgiro. Het heeft (voor zover van toepassing) als voordeel boven een eigen overschrijving via internetbankieren dat het bedrag en betalingskenmerk niet handmatig overgetypt hoeven te worden. In het geval van een incidentele begunstigde (die niet in het adresboek van het internetbankieren van de betaler staat) geldt dit ook voor het bankrekeningnummer (al kan het wel, afhankelijk van het geval,  nuttig zijn dit te controleren).

## Gebruik

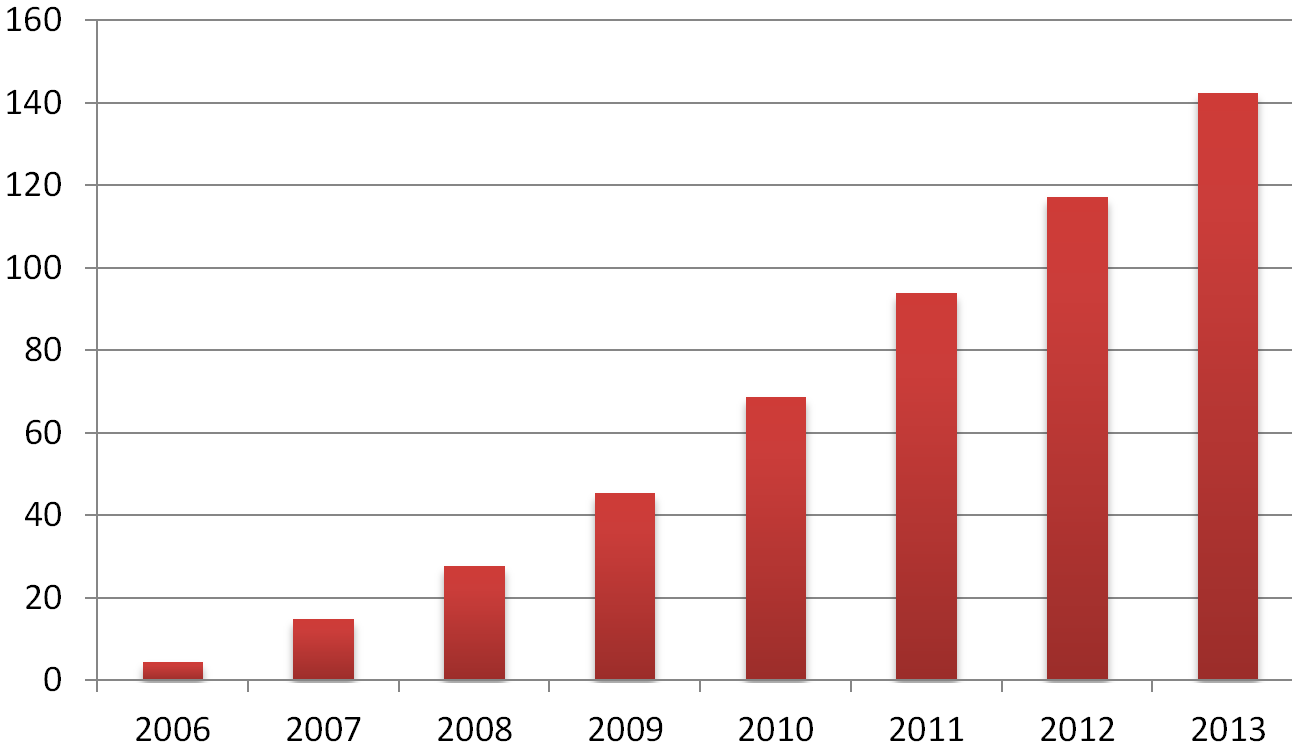
Aantal transacties per jaar, ×1.000.000

Het gebruik van iDEAL nam tot 2013 jaarlijks sterk toe (zie de figuur), tot ruim 142 miljoen transacties in 2013. Het gemiddelde transactiebedrag ligt rond de € 75,-. In 2016 was iDEAL met een marktaandeel van 65 procent het populairste online betalingssysteem in Nederland. Op Koningsdag 2016 werd de miljardste betaling via iDEAL gedaan. Het ging daarbij om een aankoop bij een vestiging van New York Pizza.
Sinds 2017, toen het accepteren van C2C-betaling (consument naar consument) werd ingevoerd zoals gebruikt bij Tikkie of betaalverzoeken via banken, is het aantal iDEAL-betalingen aanzienlijk gestegen. In 2017 steeg het aantal iDEAL-betalingen met 33,8% tot 378 miljoen transacties. Vanaf 2018 wordt iDEAL ook steeds vaker ingezet buiten de onlinewereld, door bijvoorbeeld het gebruik van QR-codes op facturen.

## Werking voor consumenten
Een consument die een product koopt via internet plaatst een bestelling bij een webwinkelier. Bij het afrekenen geeft de klant aan dat hij met iDEAL wil betalen: de klant klikt op de iDEAL-betaalknop en selecteert zijn bank. Vervolgens wordt de klant doorgeleid naar de internetbankierafdeling van de bank, waar na inloggen de betaalopdracht klaarstaat. Hier autoriseert de klant de betaling op de voor hem gebruikelijke manier. Het bedrag wordt van de betaalrekening afgeschreven en de webwinkelier wordt geïnformeerd dat de bestelling is betaald (of betaald zal worden).

### Deelnemende banken en webwinkeliers
Consumenten die internetbankieren bij ABN AMRO, ASN Bank, Rabobank, Revolut, SNS Bank, RegioBank, ING, Knab, bunq, Moneyou, Triodos Bank, Van Lanschot Bankiers en Handelsbanken kunnen met iDEAL betalen zonder zich daarvoor aan te hoeven melden. De transactie is voor consumenten kosteloos.
Online verkopers kunnen voor het accepteren van iDEAL terecht bij een acquirer (ABN AMRO, ING, Rabobank en Pay.nl). Daarnaast kan een contract worden afgesloten met een payment service provider (PSP), die als intermediair optreedt. Sinds 2010 worden collecterende PSP's door Currence gecertificeerd. Als gevolg van de Richtlijn betreffende betalingsdiensten in de interne markt staan collecterende PSP's die geen kredietinstelling zijn sinds 1 november 2009 als betaalinstelling onder toezicht van  DNB binnen de Europese Economische Ruimte.

## Voordelen
Hoewel sommige consumenten terughoudend zijn met betalen op internet, geeft iDEAL vertrouwen doordat in de vertrouwde internetbankieromgeving van de eigen bank wordt betaald. Dat de gegevens van de begunstigde en het bedrag al zijn ingevuld is gemakkelijk en voorkomt ook het risico van vergissingen, net als bij een acceptgiro maar zonder dat de verkoper een papieren acceptgiro hoeft te versturen. De transactie is naast het inloggen en autoriseren met een paar muisklikken uit te voeren. Daarnaast krijgt de begunstigde direct bericht als de betaling is voldaan, waardoor hij de bestelling meteen kan afhandelen.

## Nadelen
IDEAL is niet te gebruiken als de leverancier of de klant niet is aangesloten bij een van de deelnemende banken. Dit beperkt in de praktijk het gebruik tot Nederlandse webwinkels en sommige grote internationale spelers met veel Nederlandse klanten, en beperkt het bereik van leveranciers die uitsluitend iDEAL gebruiken.
Daarnaast zijn de mogelijkheden tot reclamatie (ook wel storneren) via de financiële instelling voor de consument anders dan bij creditcards. Een iDEAL-betaling is net als een reguliere bankoverboeking niet zomaar terug te draaien, bijvoorbeeld als de winkelier niet levert. Bij creditcards kan dan een chargeback worden gedaan via de kaartuitgevende bank of creditcardmaatschappij. Bij iDEAL zal het initiatief voor terugboeking bij de winkelier liggen.
Hoewel een iDEAL-betaling voor de klant feitelijk niet anders is dan een reguliere bankoverschrijving kost ze de webshop toch extra geld. Een iDEAL-betaling wordt getarifeerd met 25 tot 70 eurocent per transactie (zie onder) ten opzichte van enkele eurocenten voor een bankoverschrijving. Bovendien worden de betalingen eerst op een tussenrekening van de bank gestort. Het kan enkele dagen tot een week duren voordat de betaling daadwerkelijk op de rekening van de webshop is bijgeschreven. Op die wijze kan de bank rente-inkomsten uit het transactiebedrag halen.
Het komt incidenteel voor dat het niet mogelijk is om met iDEAL te betalen. Zo was het op 5 april 2013 niet mogelijk om met iDEAL te betalen. Dit kwam doordat het systeem onder een DDoS-aanval lag.
Een ander nadeel is dat betalingen vanuit het buitenland onmogelijk zijn.

## Kosten
Een iDEAL-betaling wordt net als alle andere betalingen met internetbankieren behandeld. Aangezien het (bijna) niet meer voorkomt dat banken valuteringsdagen hanteren voor overboekingen naar een andere bank, biedt dit systeem hierop weinig voordeel.
Sinds de invoering van de Richtlijn betalingsdiensten (PSD2) is het niet meer toegestaan om transactiekosten voor een iDEAL-betaling in rekening te brengen die hoger zijn dan de kosten die de ondernemer betaalt aan het bedrijf dat de transactie uitvoert. Voor een ondernemer is het gebruik van iDEAL niet kosteloos. De transactiekosten die een bank of aanbieder in rekening brengt variëren tussen ongeveer 25 tot 70 eurocent per transactie voor kleinere webwinkels (2018).